# Abimbola Adelakun
Abimbola Adunni Adelakun, née le 15 septembre[Lequel ?], est une journaliste et écrivaine nigériane. 

## Biographie
Née à Ibadan, dans le sud-ouest du Nigeria, Abimbola Adunni Adelakun étudie à l'Université d'Ibadan, où elle obtient un Bachelor et un Master en communication et en arts du langage. Elle s'engage dans un doctorat à l'Université du Texas, à Austin et y décroche un poste de professeure assistante dans le département d'études africaines .
Elle travaille pour le journal The Punch à Lagos, au Nigéria, en tant que rédactrice. Le journal national nigérian Leadership (en) lui dédie notamment un article dans lequel il répond à son éditorial pour le Professer Osinbajo, vice président de la République du Nigéria depuis 2015.  
Elle écrit des récits de fiction depuis l'âge de seize ans et a publié en 2008 son premier roman Under the Brown Rusted Roofs.

## Publications

### Travaux de recherche
Abimbola Adunni Adelakun a publié de nombreux articles et chapitres d'ouvrages, dont par exemple :
- Pentecostal Panopticism and the Phantasm of “The Ultimate Power”, 2018[7].
- (en coll. avec Toyin Falola), Art, Creativity, and Politics in Africa and the Diaspora, 2018[8]
- The Ghosts of Performance Past: Theatre, Gender, Religion and Cultural Memory. Religion and Gender, 2017[9].
- (en coll. avec Ayobami Ojebodeet D. Togunde), Beyond money and gifts: Social capital as motivation for cross-generational dating among tertiary school female students in South West Nigeria, in International Journal of Interdisciplinary Social Sciences, 5. 169-182, 2010
- ch 8 de Africa’s Big Men: Predatory State-Society Relations in Africa, 2018 [lire en ligne]

### Roman
- Under The Brown Rusted Roof, Krafts Books Ltd, 2008  (ISBN 978-9-78485-441-2)
L'ouvrage a été retenu dans la liste finale des « deux prix prestigieux de littérature en 2008 : le Nigerian Prize for Literature et le Association of Nigerian Authors/Jacaranda Prize »[5]
L'ouvrage a fait l'objet de plusieurs études critiques, à partir de 2009[10],[5],[11],[12].
La langue utilisée par l'auteur a fait l'objet d'étude linguistique en 2017[13].